# Dactylopus
Dactylopus es un género de peces de la familia Callionymidae, del orden Perciformes. Este género marino fue descrito por primera vez en 1859 por Theodore Nicholas Gill.

## Especies
Especies reconocidas del género:
- Dactylopus dactylopus (Valenciennes, 1837)
- Dactylopus kuiteri (R. Fricke, 1992)